# 모감보
《모감보》(Mogambo)는 미국에서 제작된 존 포드 감독의 1953년 모험, 드라마, 멜로/로맨스 영화이다. 클라크 게이블 등이 주연으로 출연하였고 샘 짐발리스트 등이 제작에 참여하였다.

## 출연

### 주연
- 클라크 게이블
- 에바 가드너
- 그레이스 켈리

### 조연
- 도널드 신든
- 필립 스테인톤
- 에릭 폴먼
- 로렌스 네스미스
- 데니스 오데

## 기타
- 원작자: 윌슨 콜리슨
- 미술: 알프레드 준지
- 의상: 헬렌 로즈